# Macrocentrus huggerti
Macrocentrus huggerti är en stekelart som beskrevs av Van Achterberg 1993. Macrocentrus huggerti ingår i släktet Macrocentrus och familjen bracksteklar. Arten är reproducerande i Sverige. Inga underarter finns listade i Catalogue of Life.